# Nino Schurter
Nino Schurter (Tersnaus, 13 maggio 1986) è un mountain biker svizzero. Specialista del cross country, si è laureato campione olimpico nel 2016 a Rio de Janeiro e per dieci volte campione del mondo Elite, nel 2009, 2012, 2013, 2015, 2016, 2017, 2018, 2019, 2021 e 2022. In carriera ha inoltre vinto un argento e un bronzo olimpici (nel 2012 e 2008 rispettivamente), sei titoli mondiali di staffetta a squadre, nove coppe del mondo, il titolo ai Giochi europei 2015, il titolo di campione europeo nel 2020 e otto titoli nazionali di specialità. Dal 2006 gareggia per il team Scott-SRAM MTB Racing, già Swisspower MTB.

## Carriera
Nato e cresciuto a Tersnaus, già nelle categorie giovanili si mette in evidenza nel mountain biking, e in particolare nella specialità del cross country. Nel 2004 a Les Gets si laurea campione del mondo tra gli Juniors, mentre nel 2006 a Rotorua e nel 2008 a Commezzadura è iridato nella categoria Under-23 (nel 2007 è invece argento). Nel 2006 e nel 2007 è anche campione del mondo con il quartetto svizzero del staffetta a squadre.
Nel 2008, ancora ventiduenne e ancora iscritto alla categoria Under-23, partecipa alla gara di cross country (open) dei Giochi olimpici di Pechino, vincendo la medaglia di bronzo. L'anno successivo, al primo anno nella categoria Elite, vince il suo primo titolo mondiale a Canberra, precedendo il quattro volte iridato e olimpionico in carica Julien Absalon. Diventa così il secondo biker della storia a vincere il titolo iridato in tutte e tre le categorie agonistiche, dopo lo stesso Absalon. Nell'aprile del 2010 vince la sua prima prova di Coppa del mondo in Inghilterra a Dalby Forest, seguita dalla vittoria nella tappa della Val di Sole, e al termine delle sei tappe del circuito può festeggiare la vittoria della sua prima Coppa.
Nell'estate del 2012 partecipa ai Giochi olimpici di Londra, dove vince la medaglia d'argento alle spalle di Jaroslav Kulhavý; meno di un mese dopo a Saalfelden si laurea per la seconda volta campione del mondo Elite, ripetendosi poi anche nel 2013 a Pietermaritzburg e nel 2015 a Vallnord. Nelle stesse stagioni (2012, 2013 e 2015) conquista anche la classifica di Coppa del mondo. Nell'aprile 2014 viene tesserato per la Orica-GreenEDGE, squadra professionistica di ciclismo su strada, con la quale corre il Giro di Romandia, il Gran Premio del Canton Argovia e il Giro di Svizzera: sono queste le sue uniche apparizioni su strada.
Nel luglio 2016 a Nové Město na Moravě vince il suo quinto titolo mondiale nel cross country Elite. Solo un mese dopo partecipa per la terza volta alla gara di cross country dei Giochi olimpici, a Rio de Janeiro: questa volta riesce a imporsi in solitaria e a conquistare la medaglia d'oro, una delle tre vinte dal suo paese in quei Giochi. L'anno dopo conquista la Cape Epic in Sudafrica, il suo sesto titolo mondiale (vince anche la prova di staffetta a squadre con il quintetto svizzero) e la sua quinta Coppa del mondo grazie al successo in tutte e sei le tappe del calendario.

## Palmarès
- 2003 (Juniors)

Campionati europei, Staffetta a squadre (con Ralph Näf, Barbara Blatter e Balz Weber)
- 2004 (Juniors)

Campionati del mondo, Cross country Juniors
Campionati europei, Cross country Juniors
Campionati europei, Staffetta a squadre (con Ralph Näf, Petra Henzi, e Florian Vogel)
- 2005

Campionati svizzeri, Cross country Under-23
- 2006

Campionati europei, Staffetta a squadre (con Ralph Näf, Petra Henzi e Martin Fanger)
Campionati europei, Cross country Under-23
Campionati svizzeri, Cross country Under-23
Campionati del mondo, Cross country Under-23
Campionati del mondo, Staffetta a squadre (con Petra Henzi, Martin Fanger e Florian Vogel)
- 2007

Campionati europei, Staffetta a squadre (con Thomas Litscher, Petra Henzi e Florian Vogel)
Campionati europei, Cross country Under-23
Campionati del mondo, Staffetta a squadre (con Thomas Litscher, Petra Henzi e Florian Vogel)
Campionati svizzeri, Cross country Under-23
- 2008

Campionati del mondo, Cross country Under-23
Campionati europei, Cross country Under-23
- 2009

3ª prova Racer Bikes Cup, Cross country (Gränichen)
8ª prova Racer Bikes Cup, Cross country (Muttenz)
Campionati del mondo, Cross country
- 2010

1ª prova Maremma Cup, Cross country (Massa Marittima)
4ª prova Racer Bikes Cup, Cross country (Plaffeien)
7ª prova Racer Bikes Cup, Cross country (Flims)
2ª prova Internazionali d'Italia, Cross country (Nalles)
1ª prova Coppa del mondo, Cross country (Dalby Forest)
Campionati svizzeri, Cross country
5ª prova Coppa del mondo, Cross country (Val di Sole)
- 2011

1ª prova Racer Bikes Cup, Cross country (Schaan)
2ª prova Racer Bikes Cup, Cross country (Lugano)
1ª prova Coppa del mondo, Cross country (Pietermaritzburg)
Houffalize MTB Cup, Cross country (Houffalize)
3ª prova Racer Bikes Cup, Cross country (Soletta)
6ª prova Racer Bikes Cup, Cross country (Coira)
- 2012

Cascades XCO, Cross country (Pietermaritzburg)
1ª prova Coppa del mondo, Cross country (Pietermaritzburg)
1ª prova BMC Racing Cup, Cross country (Buchs)
3ª prova BMC Racing Cup, Cross country (Soletta)
3ª prova Coppa del mondo, Cross country (Nové Město na Moravě)
4ª prova BMC Racing Cup, Cross country (Gränichen)
5ª prova Coppa del mondo, Cross country (Mont-Sainte-Anne)
Campionati svizzeri, Cross country
7ª prova Coppa del mondo, Cross country (Val-d'Isère)
6ª prova BMC Racing Cup, Cross country (Muttenz)
Campionati del mondo, Cross country
- 2013

1ª prova BMC Racing Cup, Cross country (Schaan)
2ª prova BMC Racing Cup, Cross country (Lugano)
Bike the Rock, Cross country (Heubacher)
2ª prova Coppa del mondo, Cross country (Nové Město na Moravě)
3ª prova Coppa del mondo, Cross country (Val di Sole)
Campionati svizzeri, Cross country
4ª prova Coppa del mondo, Cross country (Vallnord)
Campionati del mondo, Cross country
- 2014

Gran Premio di Apertura, Cross country (Rivera)
4ª tappa Cape Epic, Cross country (Provincia del Capo Occidentale)
6ª tappa Cape Epic, Cross country (Provincia del Capo Occidentale)
3ª prova BMC Racing Cup, Cross country (Soletta)
3ª prova Coppa del mondo, Cross country (Nové Město na Moravě)
6ª prova BMC Racing Cup, Cross country (Lenzerheide)
Campionati svizzeri, Cross country
5ª prova Coppa del mondo, Cross country (Mont-Sainte-Anne)
6ª prova Coppa del mondo, Cross country (Windham
7ª prova Coppa del mondo, Cross country (Méribel)
Prologo Swiss Epic, Cross country (Valais)
- 2015

Gran Premio di Apertura, Cross country (Rivera)
Bonelli Park, Cross country (San Dimas)
Sea Otter Classic Short Race, Cross country (Monterey)
Sea Otter Classic XC, Cross country (Monterey)
3ª prova BMC Racing Cup, Cross country (Soletta)
Giochi europei, Cross country
Campionati svizzeri, Cross country
4ª prova Coppa del mondo, Cross country (Mont Sainte-Anne)
5ª prova Coppa del mondo, Cross country (Windham)
6ª prova Coppa del mondo, Cross country (Val di Sole)
Campionati del mondo, Cross country
- 2016[6]

2ª prova Internazionali d'Italia, Cross country (Milano)
1ª prova Swiss Bike Cup, Cross country (Rivera)
1ª prova Coppa del mondo, Cross country (Cairns)
2ª prova Coppa del mondo, Cross country (Albstadt)
4ª prova Swiss Bike Cup (Gränichen)
Campionati del mondo, Cross country
4ª prova Coppa del mondo, Cross country (Lenzerheide)
Campionati svizzeri, Cross country
Hadleigh Park International, Cross country (Hadleigh Farm)
Giochi olimpici, Cross country
- 2017[6]

5ª tappa Cape Epic, Cross country (Provincia del Capo Occidentale)
6ª tappa Cape Epic, Cross country (Provincia del Capo Occidentale)
Classifica generale Cape Epic (con Matthias Stirnemann)
1ª prova Swiss Bike Cup, Cross country (Rivera)
Sea Otter Classic, Cross country (Monterey)
1ª prova Coppa del mondo, Cross country (Nové Město na Moravě)
2ª prova Coppa del mondo, Cross country (Albstadt)
3ª prova Coppa del mondo, Cross country (Vallnord)
4ª prova Coppa del mondo, Cross country (Lenzerheide)
Campionati svizzeri, Cross country
5ª prova Coppa del mondo, Cross country (Mont-Sainte-Anne)
6ª prova Coppa del mondo, Cross country (Val di Sole)
Campionati del mondo, Staffetta a squadre (con Filippo Colombo, Sina Frei, Jolanda Neff e Joel Roth)
Campionati del mondo, Cross country
- 2018[6]

2ª prova Swiss Bike Cup, Cross country (Schaan)
Bike the Rock, Cross country (Heubach)
3ª prova Swiss Bike Cup, Cross country (Soletta)
2ª prova Coppa del mondo, Cross country (Albstadt)
3ª prova Coppa del mondo, Cross country (Nové Město na Moravě)
4ª prova Coppa del mondo, Cross country (Val di Sole)
7ª prova Coppa del mondo, Cross country (La Bresse)
Campionati del mondo, Staffetta a squadre (con Filippo Colombo, Alexandre Balmer, Sina Frei e Jolanda Neff)
Campionati del mondo, Cross country
- 2019[6]

Classifica generale Cape Epic, Cross country (con Lars Forster)
3ª prova Swiss Bike Cup, Cross country (Soletta)
Campionati svizzeri, Cross country
3ª prova Coppa del mondo, Cross country (Vallnord)
4ª prova Coppa del mondo, Cross country (Les Gets)
Campionati del mondo, Staffetta a squadre (con Joel Roth, Janis Baumann, Sina Frei e Jolanda Neff)
Campionati del mondo, Cross country
7ª prova Coppa del mondo, Cross country short track (Snowshoe)
Tokyo 2020 Test Event, Cross country (Izu)
- 2020[6]

1ª prova Swiss Bike Cup, Cross country (Leukerbad)
Campionati svizzeri, Cross country
Classifica generale Swiss Epic, Cross country (con Lars Forster)
Campionati europei, Cross country
- 2021[6]

Campionati del mondo, Cross country
- 2022[6]

Momentum Medical Scheme Tankwa Trek, Cross country marathon (Ceres, con Filippo Colombo)
1ª prova Coppa del mondo, Cross country (Petrópolis)
Campionati del mondo, Staffetta a squadre (con Ronja Blöchlinger, Ramona Forchini, Anina Hutter, Dario Lillo e Khalid Sidahmed)
Campionati del mondo, Cross country
- 2023

Capoliveri - Isola d`Elba
Engelberg-Titlis
Lenzerheide
Val di Sole
Campionati mondiali, Staffetta a squadre (con Dario Lillo, Nicolas Halter, Linda Indergand, Ronja Blöchlinger e Anina Hutter
- 2024

Val di Sole
- 2025

Classifica generale Cape Epic (con Filippo Colombo)

### Altri successi
- 2010

Classifica finale Coppa del mondo, Cross country
- 2012

Classifica finale Coppa del mondo, Cross country
- 2013

Classifica finale Coppa del mondo, Cross country
- 2015

Classifica finale Coppa del mondo, Cross country
- 2017

Classifica finale Coppa del mondo, Cross country
- 2018

Classifica finale Coppa del mondo, Cross country
- 2019

Classifica finale Coppa del mondo, Cross country
- 2022

Classifica finale Coppa del mondo, Cross country

## Piazzamenti

### Competizioni mondiali
- Campionati del mondo

Lugano 2003 - Cross country Juniors: 2º
Lugano 2003 - Staffetta a squadre: 2º
Les Gets 2004 - Cross country Juniors: vincitore
Les Gets 2004 - Staffetta a squadre: 2º
Livigno 2005 - Cross country Under-23: 3º
Livigno 2005 - Staffetta a squadre: 5º
Rotorua 2006 - Cross country Under-23: vincitore
Rotorua 2006 - Staffetta a squadre: vincitore
Fort William 2007 - Cross country Under-23: 2º
Fort William 2007 - Staffetta a squadre: vincitore
Val di Sole 2008 - Cross country Under-23: vincitore
Val di Sole 2008 - Staffetta a squadre: 2º
Canberra 2009 - Cross country Elite: vincitore
Mont-Sainte-Anne 2010 - Cross country Elite: 4º
Champéry 2011 - Cross country Elite: 2º
Champéry 2011 - Staffetta a squadre: 2º
Saalfelden 2012 - Cross country Elite: vincitore
Pietermaritzburg 2013 - Cross country Elite: vincitore
Lillehammer-Hafjell 2014 - Cross country Elite: 2º
Lillehammer-Hafjell 2014 - Staffetta a squadre: 2º
Vallnord 2015 - Cross country Elite: vincitore
Nové Město 2016 - Cross country Elite: vincitore
Cairns 2017 - Cross country Elite: vincitore
Cairns 2017 - Staffetta a squadre: vincitore
Lenzerheide 2018 - Cross country Elite: vincitore
Lenzerheide 2018 - Staffetta a squadre: vincitore
Mont-Sainte-Anne 2019 - Cross country Elite: vincitore
Mont-Sainte-Anne 2019 - Staffetta a squadre: vincitore
Leogang 2020 - Cross country Elite: 9º
Val di Sole 2021 - Cross country Elite: vincitore
Les Gets 2022 - Cross country Elite: vincitore
Les Gets 2022 - Staffetta a squadre: vincitore
Glasgow 2023 - Staffetta a squadre: vincitore
Glasgow 2023 - Cross country Elite: 3º
- Coppa del mondo

2006 - Cross country: 9º
2007 - Cross country: 8º
2008 - Cross country: 8º
2009 - Cross country: 5º
2010 - Cross country: vincitore
2011 - Cross country: 2º
2012 - Cross country: vincitore
2013 - Cross country: vincitore
2014 - Cross country: 2º
2015 - Cross country: vincitore
2016 - Cross country: 2º
2017 - Cross country: vincitore
2018 - Cross country: vincitore
2019 - Cross country: vincitore
2021 - Cross country: 4º
- Giochi olimpici

Pechino 2008 - Cross country: 3º
Londra 2012 - Cross country: 2º
Rio de Janeiro 2016 - Cross country: vincitore
Tokyo 2020 - Cross country: 4º
Parigi 2024 - Cross country: 9º
- Campionati del mondo di marathon

Isola d'Elba 2021 - Marathon: ritirato

### Competizioni europee
- Campionati europei di mountain bike

2003 - Staffetta a squadre: vincitore
2004 - Cross country Juniores: vincitore
2004 - Staffetta a squadre: vincitore
Belgio 2005 - Cross country Under-23: 8º
Italia 2006 - Cross country Under-23: vincitore
Italia 2006 - Staffetta a squadre: vincitore
Turchia 2007 - Cross country Under-23: vincitore
Turchia 2007 - Staffetta a squadre: vincitore
Germania 2008 - Cross country Under-23: vincitore
Berna 2013 - Staffetta a squadre: 2º
Berna 2013 - Cross country Elite: 2º
Monte Tamaro 2020 - Cross country Elite: vincitore
- Giochi europei

Baku 2015 - Cross country: vincitore

## Riconoscimenti
- Mendrisio d'argento del Velo Club Mendrisio nel 2009
- Mendrisio d'oro del Velo Club Mendrisio nel 2016
- Ciclista svizzero dell'anno nel 2012, 2013 e 2016
- Sportivo svizzero dell'anno nel 2018